# The Tokens

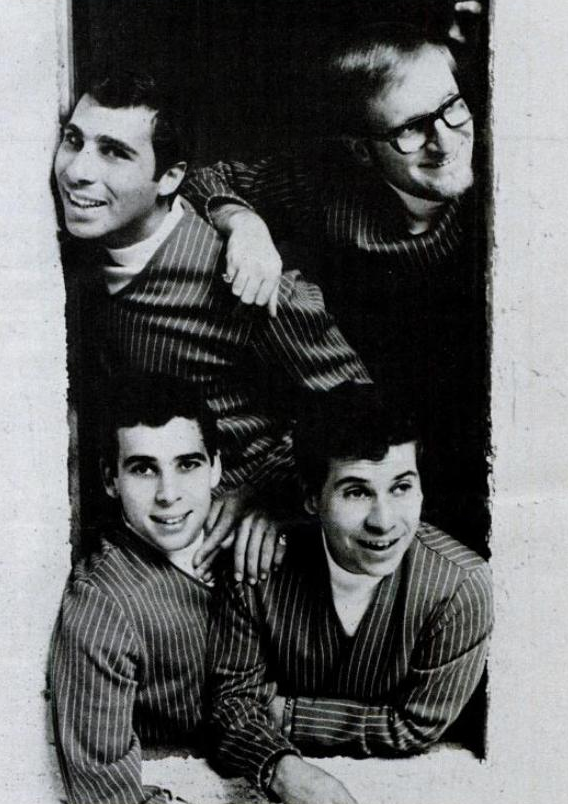
The Tokens (1967)

The Tokens waren eine US-amerikanische Doo-Wop-Gruppe.

## Karriere
Die Gruppe fand 1955 an einer Highschool im New Yorker Stadtteil Brooklyn unter dem Namen The Linc-Tones zusammen. Zu den Gründungsmitgliedern gehörte Neil Sedaka, der das Gesangsquartett 1957 verließ, um als Solist erfolgreich zu werden. 1960 etablierte sich schließlich der Name The Tokens.
Der große Durchbruch kam noch im selben Jahr mit The Lion Sleeps Tonight. Das Lied stammte von dem südafrikanischen Komponisten Solomon Linda (Originaltitel: Mbube) und war zuvor ein Hit in der US-Folkszene. Die Tokens sangen es mit einem Text des Komponisten George David Weiss. Die von den Tokens erstmals interpretierte Version wurde im Laufe der Jahre über 150-mal von anderen Gruppen aufgenommen.
Bis 1970 folgten noch mehrere kleinere Hits in den US-Charts. Dann trennte sich Henry Medress von den anderen drei, die zusammen unter dem Namen Cross Country weitermachten. 1973 konnten sie noch einmal mit dem Klassiker In The Midnight Hour von Wilson Pickett in die US Top 40 vordringen.
Bis ins neue Jahrtausend war die Band, später wieder als Tokens, aktiv und auf Tour. Im Jahr 2004 wurden sie in die Vocal Group Hall of Fame aufgenommen.

## Mitglieder
- Jay Siegel (* 20. Oktober 1939)
- Mitchell Margo (* 25. Mai 1947; † 24. November 2017)
- Philip Margo (* 1. April 1942; † 13. November 2021)
- Hank Medress (* 19. November 1938; † 18. Juni 2007)
- Joe Venneri (* 28. Juli 1937; † 28. Juni 2019)

## Diskografie

### Alben
| Jahr | Titel                   | Höchstplatzierung, Gesamtwochen, AuszeichnungChartsChartplatzierungen (Jahr, Titel, Platzierungen, Wochen, Auszeichnungen, Anmerkungen) | Anmerkungen |
| Jahr | Titel                   | US | Anmerkungen |
| ---- | ----------------------- | --- | ----------- |
| 1962 | The Lion Sleeps Tonight | US54 (16 Wo.)US |             |
| 1966 | I Hear Trumpets Blow    | US148 (2 Wo.)US |             |
| 1967 | Back To Back            | US134 (6 Wo.)US |             |

Weitere Alben
- 1962: We The Tokens Sing Folk
- 1964: Wheels
- 1966: Again
- 1967: It’s A Happening World
- 1970: Both Sides Now
- 1970: The Greatest Moments With The Tokens
- 1971: December 5th
- 1972: Intercourse
- 1988: Re-Doo-Wopp (feat. Mitch Margo)
- 1988: Vintage Edition
- 1993: Oldies Are Now (feat. Mitch Margo)
- 1996: Tonight, The Lion Dances (Esta Noche, El Leon Baila) (feat. Mitch Margo)

### Singles
| Jahr | Titel Album                                                  | Höchstplatzierung, Gesamtwochen, AuszeichnungChartplatzierungen (Jahr, Titel, Album, Platzierungen, Wochen, Auszeichnungen, Anmerkungen) | Höchstplatzierung, Gesamtwochen, AuszeichnungChartplatzierungen (Jahr, Titel, Album, Platzierungen, Wochen, Auszeichnungen, Anmerkungen) | Höchstplatzierung, Gesamtwochen, AuszeichnungChartplatzierungen (Jahr, Titel, Album, Platzierungen, Wochen, Auszeichnungen, Anmerkungen) | Anmerkungen |
| Jahr | Titel Album                                                  | DE | UK | US | Anmerkungen |
| ---- | ------------------------------------------------------------ | --- | --- | --- | ----------- |
| 1961 | Tonight I Fell In Love –                                     | — | — | US15 (14 Wo.)US |             |
| 1961 | The Lion Sleeps Tonight                                      | DE23 (8 Wo.)DE | UK11 (12 Wo.)UK | US1 Gold · (15 Wo.)US |             |
| 1962 | B’wa Nina (Pretty Girl) We The Tokens Sing Folk              | — | — | US55 (5 Wo.)US |             |
| 1962 | La Bomba We The Tokens Sing Folk                             | — | — | US85 (5 Wo.)US |             |
| 1963 | Hear The Bells Again                                         | — | — | US94 (4 Wo.)US |             |
| 1964 | He’s In Town I Hear Trumpets Blow                            | — | — | US43 (8 Wo.)US |             |
| 1966 | I Hear Trumpets Blow                                         | — | — | US30 (8 Wo.)US |             |
| 1967 | Portrait Of My Love It’s A Happening World                   | — | — | US36 (8 Wo.)US |             |
| 1967 | It’s A Happening World                                       | — | — | US69 (4 Wo.)US |             |
| 1970 | She Lets Her Hair Down (Early In The Morning) Both Sides Now | — | — | US61 (7 Wo.)US |             |
| 1970 | Don’t Worry Baby Both Sides Now                              | — | — | US95 (2 Wo.)US |             |
| 1994 | The Lion Sleeps Tonight (Wimoweh) Oldies Are Now             | — | — | US51 (13 Wo.)US |             |